# Symmachia xypete
Symmachia xypete är en fjärilsart som beskrevs av William Chapman Hewitson 1870. Symmachia xypete ingår i släktet Symmachia och familjen Riodinidae. Inga underarter finns listade i Catalogue of Life.

## Bildgalleri

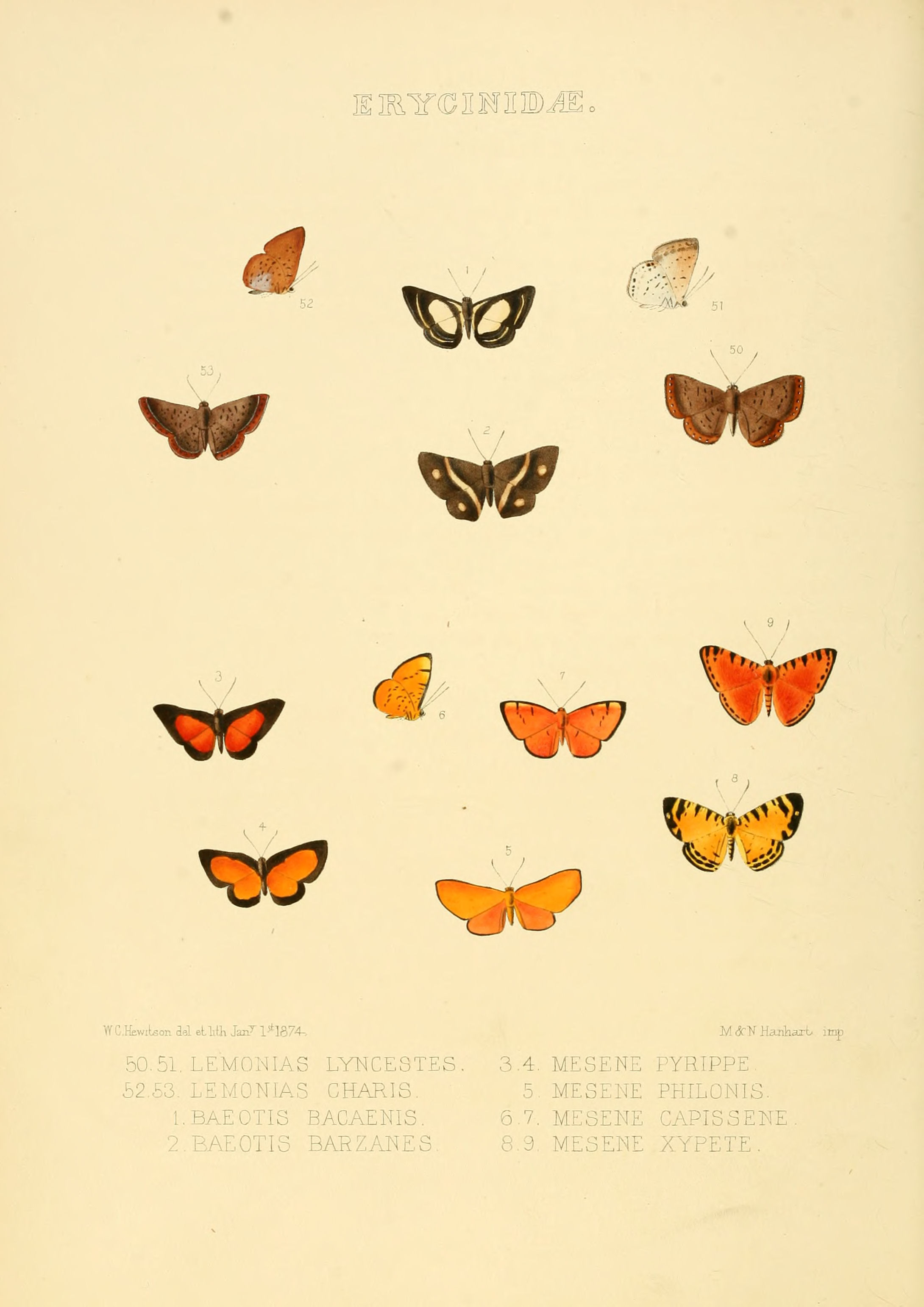